# Hieracium micracladium
Hieracium micracladium là một loài thực vật có hoa trong họ Cúc. Loài này được (F.N.Williams) Ley mô tả khoa học đầu tiên năm 1905.